# Macromonycha apicalis
Macromonycha apicalis là một loài bọ cánh cứng trong họ Chrysomelidae. Loài này được Gebler miêu tả khoa học năm 1845.